# Las ollitas / Vox populi
«Las ollitas / Vox populi» es un sencillo de la afamada agrupación chilena Quilapayún, lanzado en 1972 bajo el sello DICAP y el Consejo Nacional Juventudes Comunistas de Chile, y perteneciente a su álbum doble de 1973 La fragua. Tanto el Lado A como el Lado B fueron compuestas por el compositor y pianista chileno Sergio Ortega. «Vox Populi» ya había aparecido como Lado A del sencillo Vox populi / La tribuna de 1971.

## Lista de canciones
Toda la música compuesta por Sergio Ortega. 
| Lado A |               |          |  |
| N.º    | Título        | Duración |  |
| 1.     | «Las ollitas» |          |  |

| Lado B |              |          |  |
| N.º    | Título       | Duración |  |
| 2.     | «Vox populi» |          |  |